# Pueblo hualapai

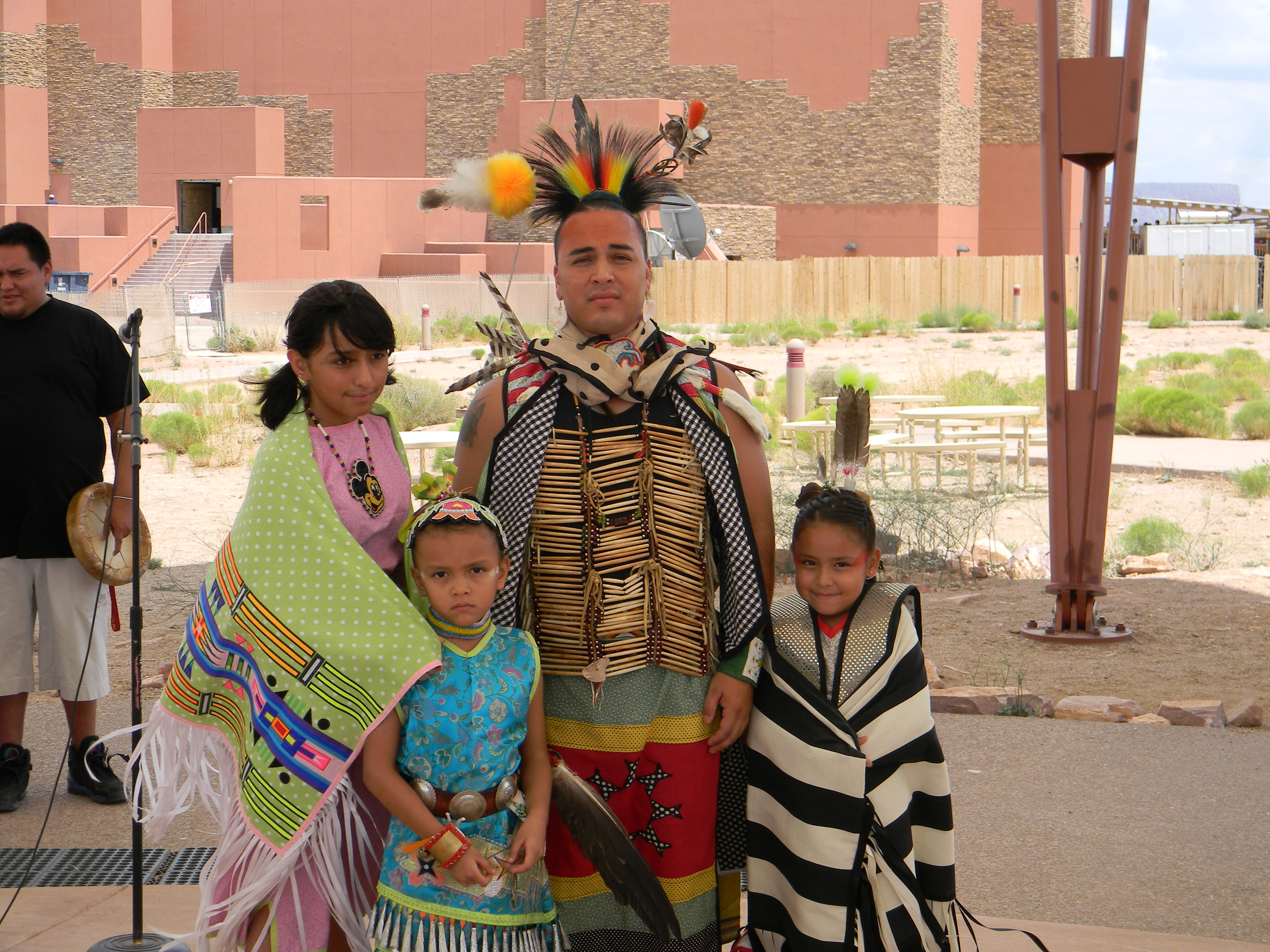
Una familia Hualapai, vestida con trajes tradicionales

Los hualapai o walapai (hualapai: hwalbáy) son una tribu de indígenas que habitan en las montañas del noroeste del estado estadounidense de Arizona.
El nombre se deriva de "hwa:l", que quiere decir pino ponderosa; "hualapai" significa "gente del pino ponderosa".
La comunidad está gobernada por el Consejo de la tribu Hualapai que incluye un presidente, un vicepresidente y siete miembros adicionales. La capital de la comunidad está localizada en el pueblo de Peach Springs.
Los servicios policiales de la comunidad están proporcionados por el Departamento de Policía tribal de la Nación Hualapai que entró en funcionamiento en 2002.
Las ceremonias tradicionales más importantes de los Hualapai incluyen la ceremonia de la madurez y la ceremonia del duelo.
- Datos: Q1936651
- Multimedia: Hualapai / Q1936651